# Rerum Ecclesiae
Rerum Ecclesiæ est une lettre encyclique du pape Pie XI, publiée le 28 février 1926, consacrée au thème de l'évangélisation des peuples non chrétiens. Dans cette encyclique, le pape invite à une meilleure organisation missionnaire insistant particulièrement sur un enracinement local du travail missionnaire et implantation d'une Église autochtone grâce à la formation du clergé local.

## Contenu
Rappelant l'important travail fait dès la seconde moitié du XIXe siècle par l’œuvre de la Propagation de la Foi de Pauline Jaricot le pape invite évêques et archevêques à être aussi généreux qu’auparavant pour le travail missionnaire.
Cependant il insiste sur une implantation locale plus poussée des nouvelles églises:
- encourageant davantage les vocations locales et insistant sur une formation intellectuelle plus poussée du clergé
- invitant à la fondation de congrégations religieuses autochtones
- souhaitant une meilleure répartition territoriale des forces missionnaires
- invitant en particulier à l’introduction de la vie contemplative en territoire de mission (la vie contemplative fait partie intégrante de la vie de toute Église)